# 島田翰
島田 翰（しまだ かん、1879年〈明治12年〉1月2日 - 1915年〈大正4年〉7月28日）は、日本の漢学者・書誌学者。若くして校勘学で名をあげ、日中の文人と広く交流した一方で、書籍窃盗などの事件を起こし、37歳のとき自殺した。
字は彦禎または彦楨。号は双桂后人。

## 生涯
1879年（明治12年）1月2日、東京都小石川区にて、島田篁村を父とする学者の家系に生まれる。幼少から漢籍を愛し神童と評されたが、吃音を患い会話が苦手だった。
1891年（明治24年）、東京高等師範学校付属尋常中学校に入学、幼馴染の永井荷風や井上唖々と親交する。荷風の回想によれば、彼らはともに軟派で文弱だったため、しばしば同級生の鉄拳制裁の対象になったという。
1897年（明治30年）、東京外国語学校の中国語科（清語本科）に入学する。翌1898年（明治31年）、父・篁村が死去。遺命により漢学者の竹添進一郎の門弟となり、竹添が制作していた『左氏会箋』の校勘に従事、底本考証の代筆と書名の発案も担う。同じ頃、翰の勉強ぶりが宮内大臣の田中光顕に認められ、宮内省図書寮秘蔵の宋元版や日本の古写本の調査資格を与えられる。卒業後、それらの延長で書誌学者として活動するようになる。
1901年（明治34年）、足利学校所蔵の古写本『古文尚書』や『論語』等9部46冊を、閲覧・謄写と称して持ち出し私蔵する、という事件を起こす。このとき、監視6ヶ月の判決を受けるも、反省せずに傲岸不遜な態度をとったことから、次第に周囲の信用を失うようになる。
1903年（明治36年）、清国に半年滞在し、同国滞在中の義兄安井朴堂・服部宇之吉と交流する。同年、蒐書仲間の大野洒竹を介して徳富蘇峰と友人になる。
1905年（明治38年）、日本の出版史を漢文で論じた著作『古文旧書考』を、蘇峰主催の民友社から刊行し、日本だけでなく中国でも注目を集める。また同年、『宋大字本寒山詩集 永和本薩天錫逸詩』を出版したり、清国を再訪して兪樾と交流したりする。
1907年（明治40年）、陸心源の旧蔵書が静嘉堂文庫に売却されるにあたり、文庫員として派遣され仲介を務める。この出来事の詳細は著書『皕宋樓蔵書源流考』にまとめられ、中国で刊行された。
1915年（大正4年）、金沢文庫（称名寺）所蔵の国宝古写本『文選集註』を、民間に売り払っていたことが判明し、大手新聞で報道されるほどの騒ぎになる。この件が刑事事件として扱われ収監されることになると知ると、同年7月28日、横浜の自宅で拳銃自殺した。享年37。自殺の日付や方法については情報が錯綜しており異説もある。

## 盗んだ本の行方

### 足利学校『古文尚書』等
足利学校の『古文尚書』等は、事件後に学校側の人物により奪還された。奪還された中には、「島田翰珍蔵」と墨書されたものもあった。
窃盗の動機は定かでないが、一説には、父・篁村が「我が家の蔵書は天下一で、これに勝るのは足利学校くらいだろう」という旨を翰に語っていたためとされる。

### 金沢文庫『文選集註』

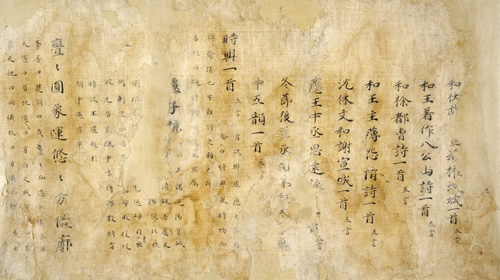
国宝『文選集註』

金沢文庫の国宝『文選集註』は、中国に流れた後、日本に戻ってきている。
長澤 1999aによれば、東洋文庫現蔵の5巻分7軸と、金沢文庫現蔵の12巻分19軸が確認されており、この他にも個人蔵が存在する。保存状態は、金沢文庫蔵が劣悪なのに対し、東洋文庫蔵は中国人が貴重本と認識して補修したためか比較的よい。また東洋文庫蔵には、書写年代の考証等が書かれた跋文が複数添えられている。一つは羅振玉による1911年のもの、もう一つは楊守敬による同年のもの、もう一つは羅振玉の友人で「潜山先生」と呼ばれる田某（田潜）による1915年のものである。これら跋文によれば、流通当初は唐代中国の写本と期待されていたが、後に平安時代日本の写本と判定された。その後日本に再輸出され、東洋文庫創設者の岩崎久彌ら日本人の手に渡った、と推定される。
関 1951、静永 2015には、個人蔵の情報が載っている。
翰から大野洒竹や徳富蘇峰の手に渡ったものや、幕末から既に流出していたものもある。

## 評価・エピソード
- 徳富蘇峰・長沢規矩也・兪樾・葉昌熾（中国語版）らが、翰の書誌学者としての腕を評価している[27]。
- 父・篁村の師である海保漁村の学風を継ぐとされる[28]。
- 父の蔵書を売った金で豪遊していた、古書店で本を万引きした、などのエピソードが伝わる[29]。
- しばしば神田で飲み歩き、勘定になると姉・繁子の夫である服部宇之吉を電話で呼び出して支払わせていた[30]。
- 架空の版本を捏造したという疑惑がある[9][31][32]。
- 経眼しただけの本にも蔵書印を捺していた[14][33]。内藤湖南は、自身の蔵書にある翰の印を他の印で塗り潰していた[34]。蔵書印の印文は「島田翰読書記」[3]または「島田翰字彦楨精力所聚」[35]だった。

## 編著
- 『古文旧書考』
- 『宋大字本寒山詩集 永和本薩天錫逸詩』
- 『皕宋樓蔵書源流考』
- 『訪余録』 - 遺稿集。兪樾との筆談録「春在堂筆談」ほか[36]。編者は田中慶太郎[37]。

## 交流
国内
- 市島春城
- 大野洒竹[25]
- 白須直 - 蘇州日本領事館領事[38]。
- 竹添進一郎
- 田中慶太郎 - 書肆「文求堂」の店主[39]。東京外国語学校の同期[40]。翰だけでなく内藤湖南[41]・長沢規矩也・石田幹之助・神田喜一郎・ヒューリック・郭沫若ら[42]とも交流した。
- 田中光顕
- 徳富蘇峰 - 大野洒竹を介して親交するようになった[13]。徳富蘇峰記念館に書簡が収蔵されている[13][43]。
- 永井荷風

国外
- 董康[44]
- 兪樾[16]
- 葉徳輝[45]
- 羅振玉[46]
- 李盛鐸[47]

ほか多数。

## 親族
翰は二度結婚し、一人目の妻との間に二男一女、二人目との間に三女をもうけた。
- 父: 島田篁村（漢学者）
- 母: 澄子
  - 兄: 大野右仲。父: 大野勘助（唐津藩士）。祖父: 塩谷宕陰（漢学者）
- 兄: 鈞一（漢学者）
  - 妻: 絲子
    - 父: 川田甕江（漢学者）。異母弟: 川田順（歌人）
- 姉: 琴子
  - 夫: 安井朴堂（漢学者）
    - 祖父: 安井息軒（漢学者）
- 姉: 繁子（教育家）
  - 夫: 服部宇之吉（漢学者）
- 従兄: 辰野金吾（建築家）
- 親戚: 山田三良（法学者）
- 親戚: 鈴木梅太郎（農芸化学者）[4]